# Saxa-Weimar
Saxa-Weimar (germană Sachsen-Weimar) a fost unul din ducatele saxone deținute de ramura ernestiană a Casei de Wettin, în prezent parte din Thuringia. Orașul principal și capitala a fost la Weimar.

## Istoric

### Împărțirea de la Leipzig
La sfârșitul secolului al XV-lea, o mare parte din ceea ce este acum Turingia, inclusiv zona din jurul Weimar, a fost deținută de Electorii de Saxonia din Casa de Wettin. Conform Tratatului de la Leipzig din 1485, teritoriile Wettin au fost împărțite între Electorul Ernest de Saxonia și fratele său mai mic Albert al III-lea, cu ținuturile vestice din Turingia, împreună cu demnitatea de Prinț-elector care a mers la ramura ernestină a familiei.

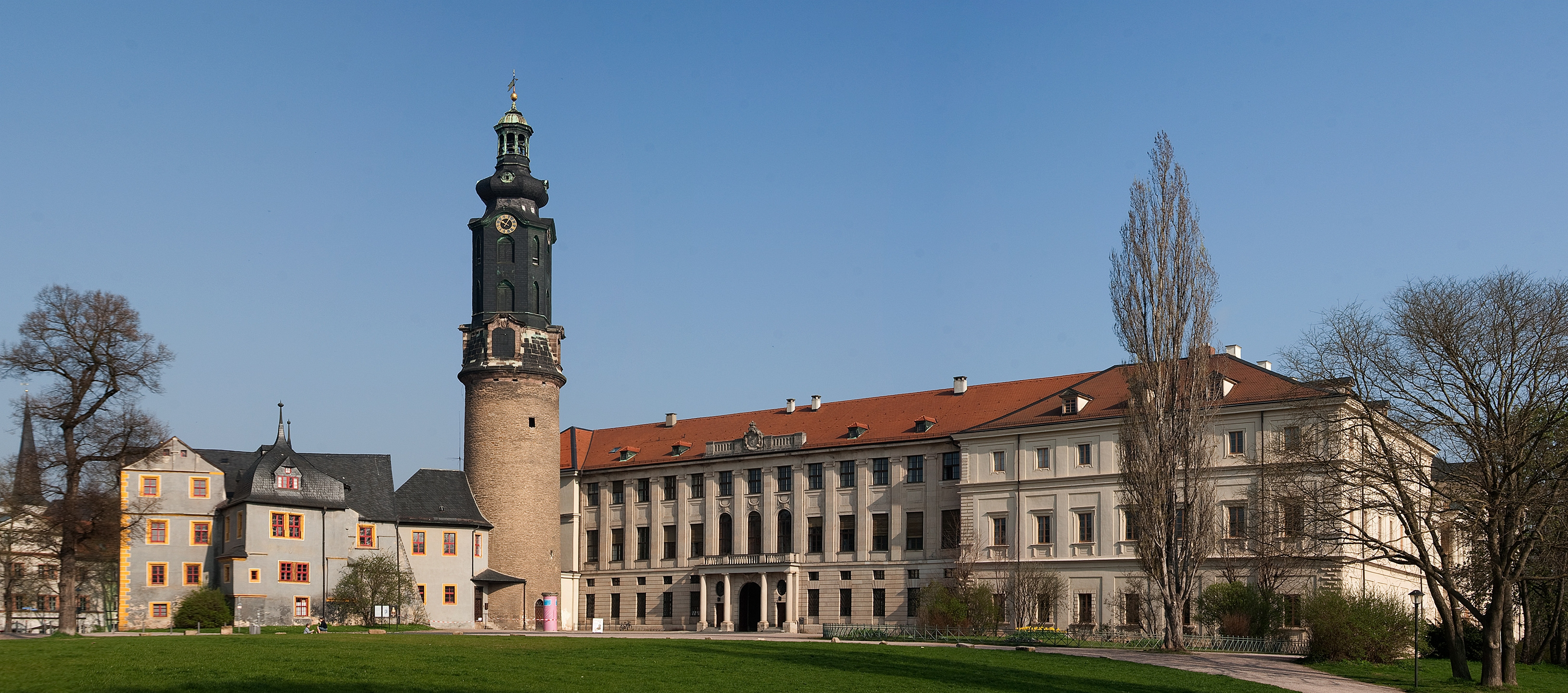
Castelul din Weimar, reședința ducală

Nepotul lui Ernest, Electorul  Johann Frederick I de Saxonia, a pierdut demnitatea electorală în 1547, după ce s-a alăturat revoltei Ligii de la Schmalkalden împotriva împăratului habsburg Carol Quintul. Johann Frederick a fost învins, capturat și dizgrațiat. În conformitate Pacea de la Passau din 1552 el a fost iertat și i s-a permis să-și păstreze teritoriile din Thuringia. După moartea lui, în 1554, fiul său, Johann Frederick al II-lea i-a succedat ca "Duce de Saxonia" și a avut reședința șa Gotha. Încercările sale de a recâștiga demnitatea electorală au eșuat: în cursul revoltei din 1566 instigată de baronul tâlhar Wilhelm von Grumbach, ducele a fost închis pe viață de împăratul Maximilian al II-lea.

### Împărțirea de la Erfurt
Johann Frederick al II-lea a fost succedat de fratele său mai mic, Joahnn Wilhelm, care în scurtă vreme a căzut în dizgrația împăratului. În 1572 Maximilian al II-lea a impus Împărțirea de la Erfurt, prin care teritoriile ernestine au fost împărțite între Ducele Johann Wilhelm și cei doi fii supraviețuitori ai lui Johann Frederick al II-lea. Johann Wilhelm a păstrat Ducatul de Saxa-Weimar, în timp ce nepoții săi minori au primit teritoriile sudice și vestice din jurul Coburg și Eisenach.
Această diviziune a fost prima din numeroasele împărțiri; în următoarele trei secole, teritoriile au fost împărțite atunci când ducele avea mai mulți fii, și re-combinate când ducii au murit fără moștenitori direcți, dar toate teritoriile au rămas în ramura ernestină a Casei de Wettin. 
Ducele Johann Wilhelm, care a murit în 1573, a fost urmat de fiul său Frederick Wilhelm I. La moartea sa în 1602, Saxa-Weimar a fost împărțită din nou între fratele său mai mic Johann al II-lea și fiul minor al lui Frederick Wilhelm, care a primit teritoriul de Saxa-Altenburg. Fiul lui Johann, Ducele Johann Ernst I de Saxa-Weimar, cu ocazia înmormântării mamei sale Dorothea Maria de Anhalt în 1617, a înființat Societatea literară "Fruchtbringende".

## Duci de Saxa-Weimar
- Johann Wilhelm (1554–73)
- Frederick Wilhelm I (1573–1602), fiu al lui Johann Wilhelm
  - Johann II (1602–05), frate
- Johann Ernest I (1605–20), fiu al lui Johann
  - Wilhelm (1620–62), frate
- Johann Ernest II (1662–83), fiu al lui Wilhelm
- Wilhelm Ernest (1683–1728), fiu al lui Johann Ernest II
- Johann Ernest III (1683–1707), fiu al lui Johann Ernest II
- Ernest August I (1707–48), fiu al lui Johann Ernest III
- Ernest August II (1748–58), fiu al lui Ernest August I
- Karl August (1758–1809), fiu al lui Ernest August II

A fuzionat cu Saxa-Eisenach pentru a format Saxa-Weimar-Eisenach